# Tonna dolium
Tonna dolium es una especie de molusco gasterópodo de la familia Tonnidae. 

## Distribución geográfica
Se encuentra en Nueva Zelanda